# Franz Fleischmann
Franz Fleischmann (* 26. September 1924 in Wien; † 4. November 1978 ebenda) war ein österreichischer Politiker (SPÖ) und Ministerialrat. Er war von 1971 bis 1975 Abgeordneter zum Nationalrat.
Fleischmann besuchte nach der Volksschule die Mittelschule und widmete sich als Werkstudent dem Studium den Rechtswissenschaften, wobei er sein Studium 1953 mit der Promotion abschloss. Er arbeitete im Sekretariat des Vizekanzlers im Bundeskanzleramt und war in der Verwaltung der verstaatlichten Betriebe beschäftigt. Zudem war er beruflich als Referent für gesamtwirtschaftliche Fragen bei der ÖIAG tätig und wurde schließlich Leiter der technischen Abteilung. Im politischen Bereich fungierte Fleischmann als Vorstandsmitglied des Verbandes Sozialistischer Studenten Österreichs, die SPÖ vertrat er zwischen dem 4. November 1971 und dem 4. November 1975 im Nationalrat. 